# Vítězslav Welsch
Vítězslav Welsch (8. prosince 1961 Hradec Králové – 1. března 2023 Praha) byl český spisovatel, který psal detektivní romány, povídky, literaturu pro děti a mládež a divadelní hry.

## Život
Vítězslav Welsch se narodil v roce 1961 v Hradci Králové, ale vyrůstal v Holicích. Vystudoval Střední školu ekonomickou v Pardubicích a po dokončení povinné vojenské služby odešel do Prahy. Zde pracoval jako satelitní specialista[ujasnit]. Po vážném onemocnění skončil v invalidním důchodu a od roku 2006 se věnoval psaní.

## Dílo
Svá první díla, především poezii, začal psát již na základní škole. K próze se dostal až o několik desítek let později. Vítězslav Welsch psal detektivní romány zabývající se případy smyšleného detektiva Mráčka. V roce 2009 vyhrál se svojí druhou detektivní knihou Zemři a zapomeň 6. kolo soutěže O poklad byzantského kupce. Kromě detektivního žánru napsal také řadu povídek s prvky tragikomična. Později se věnoval psaní divadelních her, které byly inscenovány v autorově rodném městě Holicích. V roce 2018 vyšel jeho debutový fantasy román pro děti a mládež Tajemství děsivého deníku. Poslední publikovanou knihou je román Dráty, který se odehrává v 50. letech v Československu.

### Román
- Dráty, 2024, ISBN 978-80-206-2008-8

### Detektivní romány
Knihy vycházely v edici Původní česká detektivka nakladatelství MOBA. Detektivní příběhy se věnují případům detektiva Bedřicha Mráčka.
- Smrt přichází s podzimem, 2008, ISBN 978-80-243-3052-5.
- Zemři a zapomeň, 2009, ISBN 978-80-243-3642-8. – vítězná kniha 6. kola soutěže O poklad byzantského kupce
- Člun v mlze, 2010, ISBN 978-80-243-3792-0.
- Žába na prameni, 2011, ISBN 978-80-243-4224-5.
- Třetí strana mince, 2012, ISBN 978-80-243-4626-7.

### Povídky
Povídky vyšly v antologiích v nakladatelství Listen v edici Česká povídka.
- Z deníku zeleného aktivisty, 2011, ISBN 978-80-86526-51-5. – antologie Tajemství stržené masky
- Slib, 2012, ISBN 978-80-86526-67-6. – antologie O Vánocích se dívám do nebe

### Fantasy román pro děti a mládež
- Tajemství děsivého deníku, 2018, ISBN 9788026420286.

### Divadelní hry
- To je přepadení pěkně prosím, 2016, Holice. (veselohra)[8]
- O makových buchtách a smutném drakovi, 2019, Holice. (pohádka)[9]
- Na plný plyn, 2021, Holice. (veselohra)[10]